# Carlo Rambaldi
Carlo Rambaldi (Vigarano Mainarda, 15 settembre 1925 – Lamezia Terme, 10 agosto 2012) è stato un effettista e artista italiano, noto a livello mondiale per le sue opere in campo cinematografico.
Ha vinto due Oscar ai migliori effetti speciali per Alien (1979) ed E.T. l'extra-terrestre (1982), oltre che l'Oscar Special Achievement Award per gli effetti visivi di King Kong (1976).

## Biografia
Diplomato geometra, laureatosi all'Accademia di belle arti di Bologna, inizia a frequentare gli ambienti cinematografici in Italia nel 1956 quando realizza il drago Fafner, lungo ben sedici metri, per il film Sigfrido, diretto da Giacomo Gentilomo; continua lavorando per registi quali Mario Monicelli e Marco Ferreri, in La grande abbuffata, Pier Paolo Pasolini e Dario Argento, per il quale contribuì a realizzare gli effetti speciali di Profondo rosso nel 1975. L'incontro con la grande produzione cinematografica americana di Hollywood gli permetterà di affinare le sue abilità nella creazione di effetti speciali mediante l'utilizzo della meccatronica (effetti speciali ottenuti con l'unione di meccanica ed elettronica).
Quando nel 1971 venne riaperta l'istruttoria sulle circostanze della morte di Giuseppe Pinelli, il magistrato inquirente dispose un esperimento giudiziale per ricostruire le modalità di caduta del corpo. Il manichino che riproduceva le caratteristiche del corpo di Pinelli venne progettato da Carlo Rambaldi.
Carlo Rambaldi in un'occasione fu costretto a dimostrare davanti a un giudice la natura artificiale di quanto apparso sullo schermo, a causa dell'estremo realismo degli effetti realizzati: per la scena della vivisezione canina nel film Una lucertola con la pelle di donna (1971), il regista Lucio Fulci fu citato in tribunale per maltrattamento e crudeltà verso gli animali. Fulci sarebbe andato incontro ad una severa condanna penale, se Rambaldi non avesse fornito alla Corte i girati non montati e i fantocci dei cani utilizzati per le riprese. Nel 1972 è chiamato a realizzare il burattino per Le avventure di Pinocchio di Luigi Comencini, ma il suo lavoro viene poi plagiato.
Rambaldi ha vinto l'Oscar per i migliori effetti speciali per ben tre volte: il primo arriva con King Kong di John Guillermin del 1976, per il quale crea un pupazzo di 12 metri. Il robot gigante in realtà è stato usato pochissimo, nella maggior parte delle inquadrature dove si vede il gorilla nella sua interezza, in realtà è Rick Baker con un costume. Realizza anche il braccio meccanico a grandezza naturale di King Kong usato per le riprese ravvicinate con Jessica Lange e alcune maschere in grado di esprimere le più comuni emozioni indossate da Rick Baker con il costume da King Kong; successivamente nel 1979 per Alien di Ridley Scott contribuisce, insieme a Hans Ruedi Giger, all'ideazione della creatura aliena divenuta poi celebre; nel 1981 collabora con Andrzej Żuławski per Possession; nel 1982 crea il suo capolavoro, commuovendo il mondo intero con il protagonista di E.T. l'extra-terrestre di Steven Spielberg.
Tra i numerosi altri film a cui ha collaborato vi sono anche Incontri ravvicinati del terzo tipo (1977), sempre di Spielberg, e Dune (1984) di David Lynch. È stato membro del Comitato d'onore dell'Ischia Film Festival e dell'Accademia Act Multimedia di Cinecittà. Nel 2008 è stato giurato del Calendimaggio, manifestazione di Assisi.
È deceduto il 10 agosto 2012 all'età di 86 anni a Lamezia Terme in Calabria, dove viveva da molti anni. Il funerale è celebrato il giorno dopo a Lamezia Terme nella chiesa della Beata Vergine del Rosario; dopo la cremazione le ceneri, per volontà di Rambaldi, vengono tumulate nella cappella di famiglia a Vigarano Mainarda.
Il comune calabrese di Motta Santa Lucia, provincia di Catanzaro, il 1º aprile 2017 istituisce il "premio alla memoria di Carlo Rambaldi", futura collaborazione tra il comune e la Fondazione Rambaldi e ritira il premio la figlia Daniela Rambaldi, consegnato dal sindaco Amedeo Colacino. Nel 2023 ha ricevuto alla Camera dei deputati il premio America della Fondazione Italia USA.

## Filmografia

### Effetti speciali
- Sigfrido, regia di Giacomo Gentilomo (1957) – non accreditato
- Perseo l'invincibile, regia di Alberto De Martino (1963)
- Terrore nello spazio, regia di Mario Bava (1965)
- Il boia scarlatto, regia di Massimo Pupillo (1965)
- La strega in amore, regia di Damiano Damiani (1966)
- Marcia nuziale, regia di Marco Ferreri (1966)
- Odissea, regia di Franco Rossi, Piero Schivazappa e Mario Bava – miniserie TV (1968)
- Femina ridens, regia di Piero Schivazappa (1969)
- Una lucertola con la pelle di donna, regia di Lucio Fulci (1971)
- Reazione a catena, regia di Mario Bava (1971)
- La notte dei diavoli, regia di Giorgio Ferroni (1972)
- Le avventure di Pinocchio, regia di Luigi Comencini (1972) – opera plagiata
- Casa d'appuntamento, regia di Ferdinando Merighi (1972)
- L'arma l'ora il movente, regia di Francesco Mazzei (1972)
- Frankenstein '80, regia di Mario Mancini (1972)
- Estratto dagli archivi segreti della polizia di una capitale europea, regia di Riccardo Freda (1972)
- Il mostro è in tavola... barone Frankenstein (Flesh for Frankenstein), regia di Paul Morrissey e Antonio Margheriti (1973)
- Dracula cerca sangue di vergine... e morì di sete!!!, regia di Paul Morrissey (1974)
- La mano che nutre la morte, regia di Sergio Garrone (1974)
- Le amanti del mostro, regia di Sergio Garrone (1974)
- L'ossessa, regia di Mario Gariazzo (1974) – non accreditato
- La via dei babbuini, regia di Luigi Magni (1974)
- La mazurka del barone, della santa e del fico fiorone, regia di Pupi Avati (1975)
- Profondo rosso, regia di Dario Argento (1975)
- King Kong, regia di John Guillermin (1976)
- Incontri ravvicinati del terzo tipo (Close Encounters of the Third Kind), regia di Steven Spielberg (1977)
- Sfida a White Buffalo, regia di J. Lee Thompson (1977)
- Alien, regia di Ridley Scott (1979)
- La mano (The Hand), regia di Oliver Stone (1981)
- Possession, regia di Andrzej Żuławski (1981)
- E.T. l'extra-terrestre (E.T. the Extra-Terrestrial), regia di Steven Spielberg (1982)
- Conan il distruttore (Conan the Destroyer), regia di Richard Fleischer (1984)
- Dune, regia di David Lynch (1984)
- Unico indizio la luna piena (Silver Bullet), regia di Daniel Attias (1985)
- King Kong 2 (King Kong Lives), regia di John Guillermin (1986)
- I demoni della mente (Cameron's Closet), regia di Armand Mastroianni (1988)
- Rage - Furia primitiva, regia di Vittorio Rambaldi (1988)

### Trucco
- La vendetta di Ercole, regia di Vittorio Cottafavi (1960)
- Maciste contro i mostri, regia di Guido Malatesta (1962)
- L'occhio del gatto, regia di Lewis Teague (1985)
- La Vie des Botes – serie TV (1986)
- Yo-Rhad - Un amico dallo spazio, regia di Vittorio Rambaldi e Camillo Teti (2006)

### Effetti visivi
- Zanna Bianca alla riscossa, regia di Tonino Ricci (1974)
- Le ali della notte (Nightwing), regia di Arthur Hiller (1979)
- Rage - Furia primitiva, regia di Vittorio Rambaldi (1988)
- Decoy, regia di Vittorio Rambaldi (1995)

## Riconoscimenti
Premio Oscar
- 1977 - Special Achievement Award[11] per King Kong
- 1980 - Migliori effetti speciali per Alien
- 1983 - Migliori effetti speciali per E.T. l'extra-terrestre

British Academy Film Awards
- 1983 - Candidatura come migliori effetti speciali per E.T. l'extra-terrestre

David di Donatello
- 2002 - David speciale

Los Angeles Film Critics Association
- 1982 - Premio speciale[12]

Los Angeles Italian Film Awards
- 2000 - Outstanding Achievement Award per gli effetti speciali

MystFest
- 1985 - Premio speciale[13]

Razzie Award
- 1987 - Candidatura come peggiori effetti visivi per King Kong 2

Saturn Award
- 1978 - Candidatura come miglior trucco per Incontri ravvicinati del terzo tipo
- 1982 - Migliori effetti speciali per E.T. l'extra-terrestre